# Michel Joseph Maunoury
Pour les articles homonymes, voir Maunoury.
Michel Joseph Maunoury, né le 17 décembre 1847 à Maintenon (Eure-et-Loir) et mort le 28 mars 1923 en gare des Aubrais (Loiret), est un général de division français, élevé à la dignité de maréchal de France à titre posthume trois jours après sa mort. 
Au cours de la Première Guerre mondiale, il s'illustre au commandement de la 6e armée au début du mois de septembre 1914 lors de la bataille de la Marne en jouant un rôle décisif face à l’armée allemande du général von Kluck sur l’Ourcq. Cette action lui vaut d'être élevé à la dignité de grand-croix de la Légion d'honneur le 18 septembre. Le 11 mars 1915, il est grièvement blessé à la tête par une balle allemande qui le rend définitivement aveugle. Il est l'un des rares généraux de la guerre invités à la signature du traité de Versailles le 28 juin 1919.

## Biographie

### Famille
Michel Joseph Maunoury est le fils de Charles Maunoury (1816-1887), médecin, et de Marie Boullé (1826-1903).

### Formation
Issu de la promotion 1867 de l'École polytechnique, il sort 99e de sa promotion de 124 élèves, choisit de servir dans l’artillerie et devient officier d’artillerie.

### Carrière militaire de 1869 à 1914
Il est sous-lieutenant élève à l'École d'application de l'artillerie et du génie en 1869, participe à la guerre franco-allemande de 1870 et est blessé par une balle qui lui traverse la jambe droite le 2 décembre 1870, à la bataille de Champigny.
En 1874, il devient capitaine, instructeur d'équitation et de conduite de voitures. Professeur adjoint au cours d'artillerie de l'École spéciale militaire de Saint-Cyr en 1883, chef d'escadron en 1886 puis lieutenant-colonel en 1893.
En 1896, il est commandant militaire du palais de la Chambre des députés et est promu colonel, l'année suivante.
Le 30 décembre 1901, il est promu au grade de général de brigade et, le 28 janvier 1906, au grade de général de division, commandant l'artillerie de la place et des forts de Paris et commandant l'École supérieure de guerre.
Il est nommé gouverneur militaire de Paris en 1910 et membre du Conseil supérieur de la guerre avant d'être placé sous la section de réserve, en 1912.

### Première Guerre mondiale

#### À la tête de la Sixième armée
Rappelé à l'activité le 11 août 1914 pour une mission d'inspection, il est très rapidement chargé de rassembler des troupes disparates, revenant d'Alsace, des divisions du général d'Amade et d'unités nouvellement incorporées pour constituer la VIe armée, devant se placer sur l'aile gauche de l'armée anglaise du maréchal French, autrement dit à l'extrême-gauche des armées alliées.

#### La bataille de l'Ourcq
Lorsque la retraite des armées alliées amène le front à proximité de Paris, Joseph Gallieni, général commandant la place militaire de Paris, met à la disposition de Maunoury les troupes du camp retranché de Paris, qui s'ajoutent à l'effectif de la VIe armée. Il conduit à sa tête une attaque décisive sur le flanc de l'offensive allemande à partir du 5 septembre 1914 contre l'armée von Kluck, lors de la bataille de la Marne. La bataille menée par la VIe armée est connue sous le nom de bataille de l'Ourcq, du nom de l'affluent qui se jette dans la Marne aux environs de Meaux. En récompense de sa conduite, il est élevé à la dignité de grand-croix de la Légion d'honneur le 18 septembre 1914.
Le général Maunoury est gravement blessé à la tête par une balle ennemie le 11 mars 1915 au moment où il mettait l'œil à un créneau, dans les tranchées du plateau de Nouvron qu'il inspectait en compagnie du général Étienne de Villaret, lequel est blessé par la même balle, par ricochet,.  Cette blessure le laisse aveugle jusqu'à sa mort. Durant sa convalescence, le général Joffre lui décerne la médaille militaire le 22 mars 1915. Il redevient gouverneur militaire de Paris du 5 novembre 1915 au 4 avril 1916.

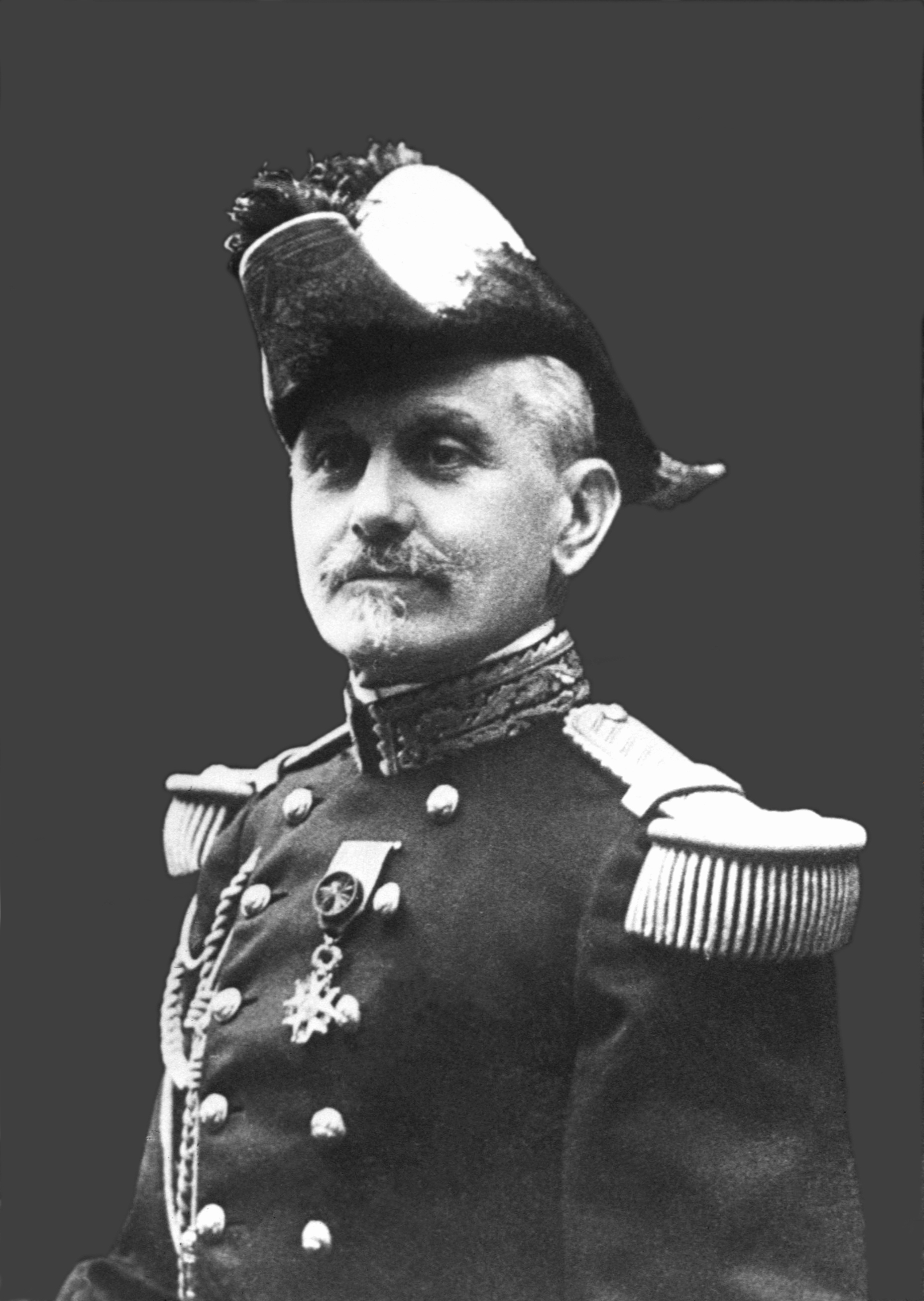
Le général Maunoury en 1914.
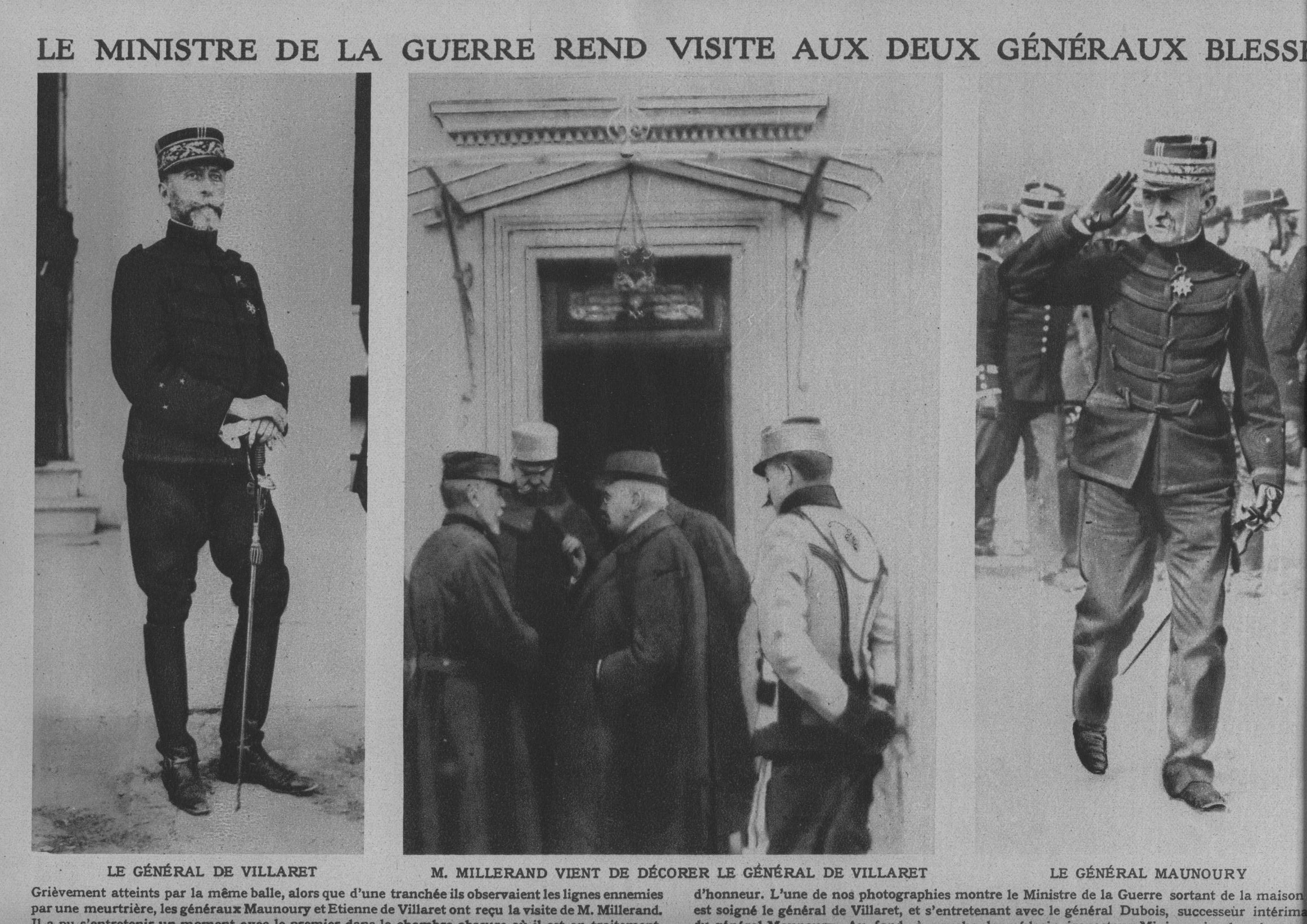
Le général visité par Millerand avec à gauche son camarade de blessure, le général Étienne de Villaret.

### Après la Première Guerre mondiale

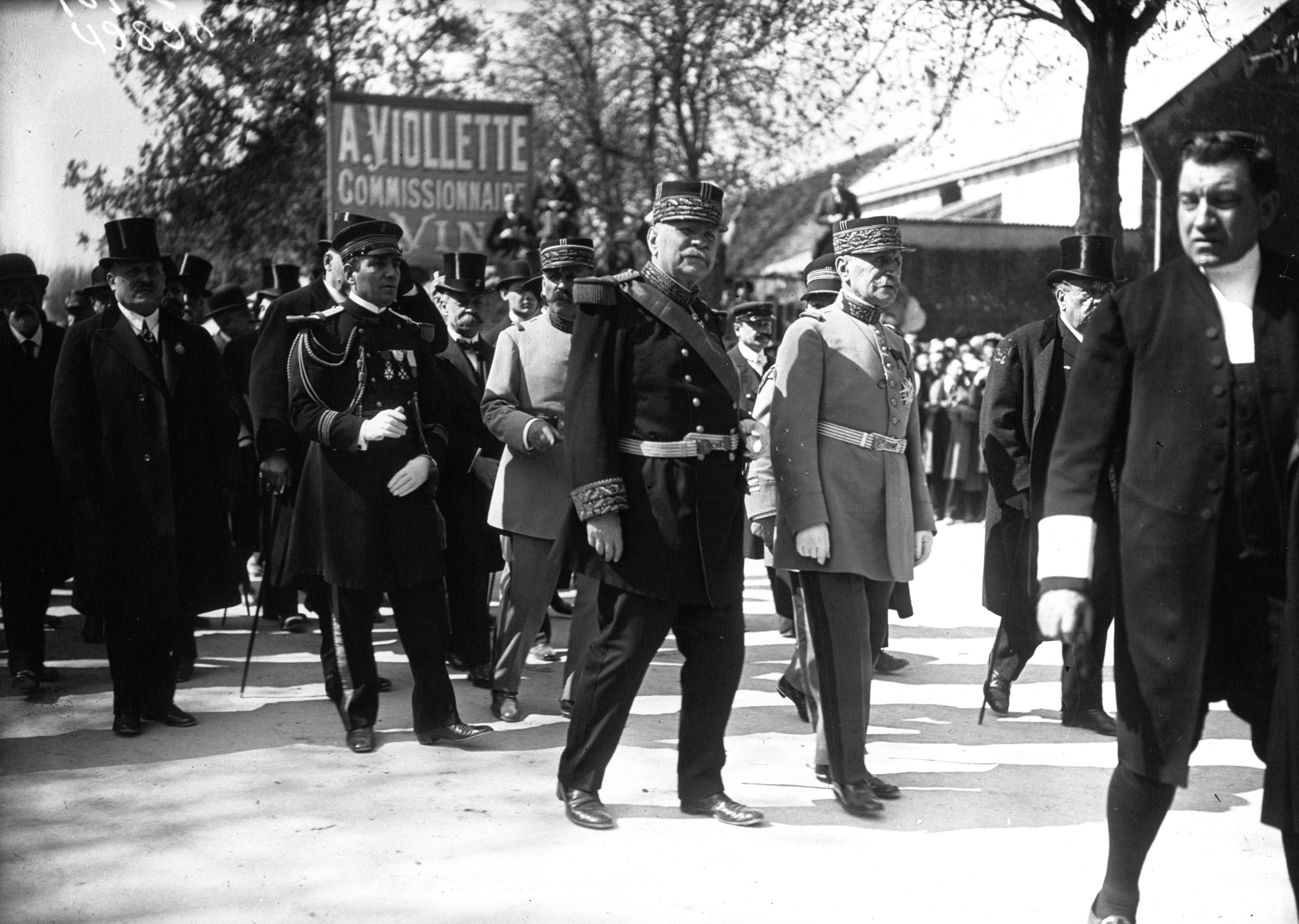
Les maréchaux Joffre, Foch, ainsi que le général Berdoulat, aux obsèques du maréchal Maunoury à Mer le 2 avril 1923.

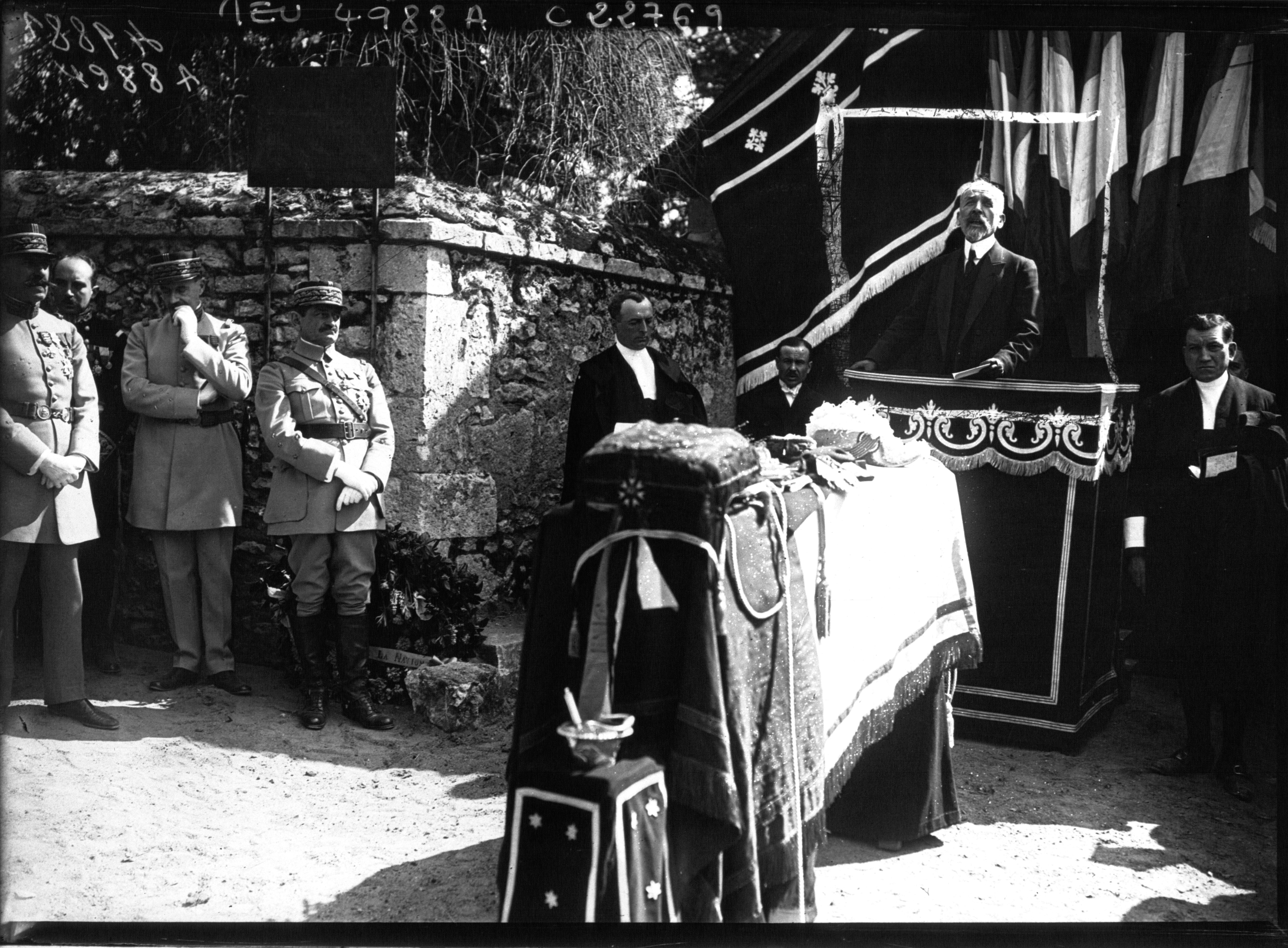
Obsèques du général Maunoury, discours de Maurice Maunoury, ministre de l'Intérieur.

Maunoury est l'un des rares généraux de la guerre invités à la signature du traité de Versailles.
Il meurt à Artenay, dans le train qui le mène dans sa résidence du château d'Herbilly, situé dans la commune de Mer (Loir-et-Cher), le 28 mars 1923. Il était alors le président d'honneur de l'Union des aveugles de guerre.
Nommé maréchal de France à titre posthume le 31 mars suivant, il bénéficie d'obsèques nationales le 2 avril. Ses funérailles ont lieu à Mer en présence des maréchaux Joffre et Foch et du ministre de l'Intérieur Maurice Maunoury, son cousin.
Ému, le maréchal Joffre apporte un dernier salut de l’armée française au glorieux soldat « qui restera l’une des plus pures et grandes figures de notre histoire militaire », :
« Son calme et son habileté de manœuvre ont permis à ses troupes de supporter pendant les quatre journées d’une lutte opiniâtre l’effort d’une notable partie de l’armée allemande et ont facilité ainsi le développement des opérations des armées alliées, qui ont entrainé la retraite de notre ennemi.

Saluons de toute notre reconnaissance patriotique l’intrépide commandant de la Vie Armée, dont la clairvoyante énergie a si fortement pesé sur l’avenir de la France… »
Le corps du maréchal Maunoury repose depuis le 13 mai 1931 dans la crypte des Gouverneurs à l'hôtel des Invalides de Paris.
Un bâtiment de logement d'élèves a pris son nom en 1976 dans les nouveaux locaux (à Palaiseau) de l'École polytechnique, école militaire où il a été formé lorsqu'elle était installée à Paris, rue Descartes.

## Décorations

### Décorations françaises
- Médaille militaire (1915)

(Nota : la médaille militaire se porte avant la LH pour les officiers généraux ayant commandé au front ; attention, selon La Grande Chancellerie, aucun texte officiel n'existe et il s'agit d'une simple habitude) ;
- -     - Citation : « Exerce depuis le début de la campagne le commandement d'une armée avec la plus grande distinction. Après avoir pris une part des plus importantes à la bataille de la Marne, a montré dans les opérations de l'Aisne des qualités d'organisation et des aptitudes manœuvrières de premier ordre jointes à la plus belle énergie morale et à une inlassable activité. Blessé grièvement en visitant les tranchées occupées par ses troupes. »
- Grand-croix de la Légion d'honneur (décret du 18 septembre 1914)
  -     - Citation : « Son calme et son habileté de manœuvre ont permis à nos troupes de supporter pendant les quatre journées d'une lutte opiniâtre, l'effort d'une notable partie de l'armée allemande, et ont facilité ainsi le développement des opérations des armées alliées qui ont entraîné la retraite de l'ennemi. »

  -  Grand officier de la Légion d'honneur (décret du 11 juillet 1912)
  -  Commandeur de la Légion d'honneur (décret du 10 juillet 1907)
  -  Officier de la Légion d'honneur (décret du 05 octobre 1895)
  -  Chevalier de la Légion d'honneur (décret du 18 décembre 1870)
- Croix de guerre 1914–1918, palme de bronze
- Médaille commémorative de la guerre 1870–1871

### Décorations étrangères
- Chevalier Grand-croix de l'Ordre de Saint-Michel et Saint-George (1915) ( Royaume-Uni)

### Hommages

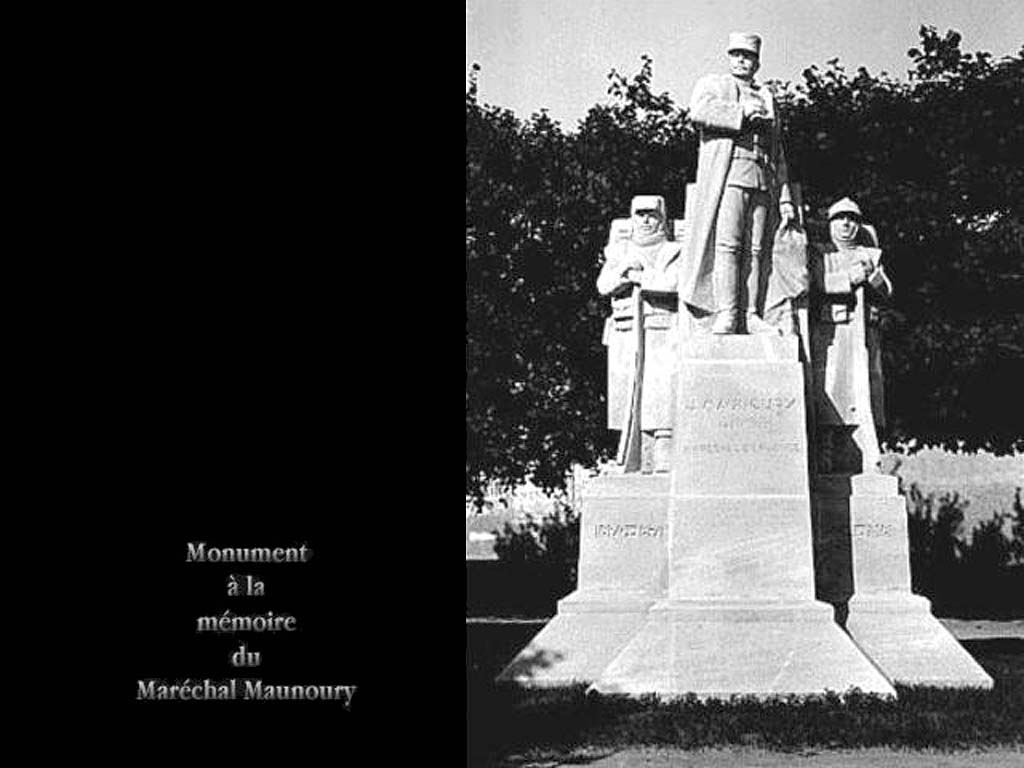
Monument de Mer (Loir-et-Cher).

- Monument du Maréchal Maunoury érigé à Mer (Loir-et-Cher) le 15 août 1928. Il est situé place du 11-novembre-1918 ;
- Vitrail « Souvenir de la victoire de l'Ourcq en 1914 » en l'église Notre-Dame du Raincy, parfois appelé La Vierge aux Taxis, représentant le maréchal Maunoury avec Foch et Gallieni ;
- Un bâtiment de l'École polytechnique, à Palaiseau, porte son nom ;
- L'une des principales avenue de Blois porte son nom ;
- L'avenue du Maréchal-Maunoury lui rend hommage dans le 16e arrondissement de Paris ;
- Une avenue porte son nom dans la cité des Aveugles du quartier Valrose à Nice ;
- Une avenue porte son nom à Chartres : elle prolonge la rue du Docteur-Maunoury (son frère) et débouche sur l'avenue Maurice-Maunoury de Luisant (son cousin).
- Buste du maréchal à la Maison des aveugles de guerre, inauguré en avril 1939, 49 rue Blanche à Paris[11].
- Un massif rocheux de la Forêt de Fontainebleau, à Larchant, porte son nom.